# 新桂川橋梁 (中央本線)

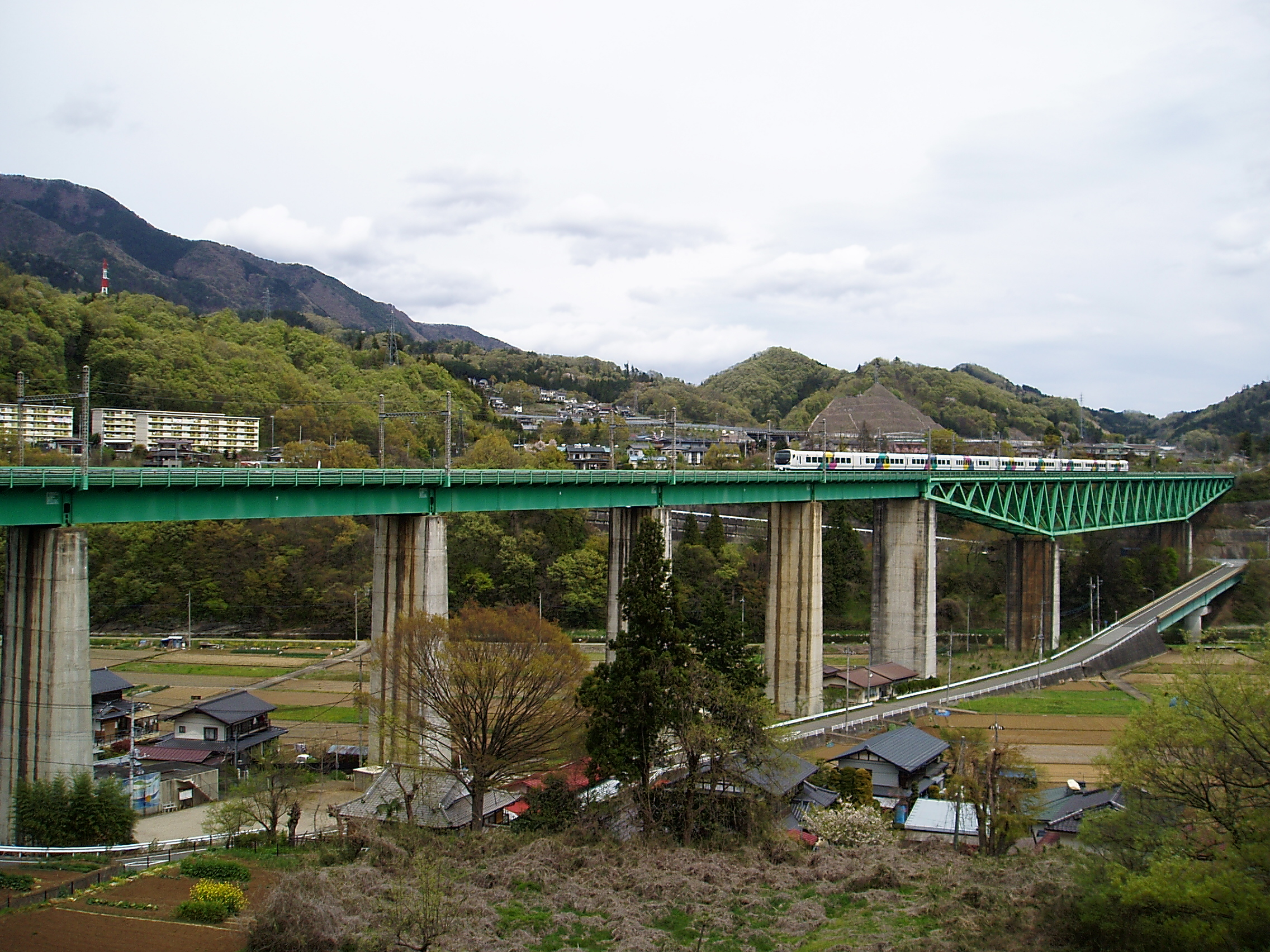
中央本線新桂川橋梁

新桂川橋梁（しんかつらがわきょうりょう）は、山梨県大月市の中央本線（中央東線）鳥沢駅 - 猿橋駅間にある、桂川（相模川）に架かる鉄道橋であり、中央本線最長の橋梁である。
鉄道ファンには、中央本線の中でも屈指の有名な撮影地としても知られている。

## 沿革
鳥沢駅 - 猿橋駅間は、開業以来の単線区間であった。単線時代は鳥沢駅を出ると線路は桂川の北岸を大きく迂回し甲州街道（国道20号）沿いを走り、日本三奇橋の一つとして知られている猿橋を一瞬車窓から眺める形で桂川を渡り猿橋駅に向かっていた。しかし、これは輸送力増強の上で大きなネックになっていた。この為、同区間の複線化の際には、従来の旧線を放棄し、この新桂川橋梁と猿橋トンネル (全長: 1222 m)を経由する新線を敷設することで、廃止された旧線と比較すると大幅なスピードアップを実現することになった。
1968年9月20日、梁川駅 - 猿橋駅間複線化と同時に供用開始。橋梁の鳥沢駅側、下り線の脇には架橋記念碑がある。

## 橋の概要

### 特徴
本橋の形式は、東側が連続上路ワーレントラス式鉄道橋、西側は合成桁鉄道橋である。橋の全長は513 m（うち、トラス橋部分310.8 m）、河床からの高さは45.4 m である。
桂川自体の幅はさほど広くはないが、地形の関係からこの橋梁で一気に渡り、西側の対岸の斜面では直接猿橋トンネルに入る。

### 諸元
- 種別 - 鋼鉄道橋
- 形式 - 3径間連続上路ワーレントラス・単純合成桁
- 橋長 - 513 m（うち、トラス橋部分310.8 m[1]）
- 幅員 - 8.3 m[1]
- 支間 - （70 m + 130 m + 70 m）+ 40.0 m （トラス橋部分）[1]
- 線数 - 複線
- 活荷重 - KS 18
- 施主 - 日本国有鉄道
- 橋梁設計 -
- 橋桁製作 - 汽車製造[1]